# Rund um Köln 2003

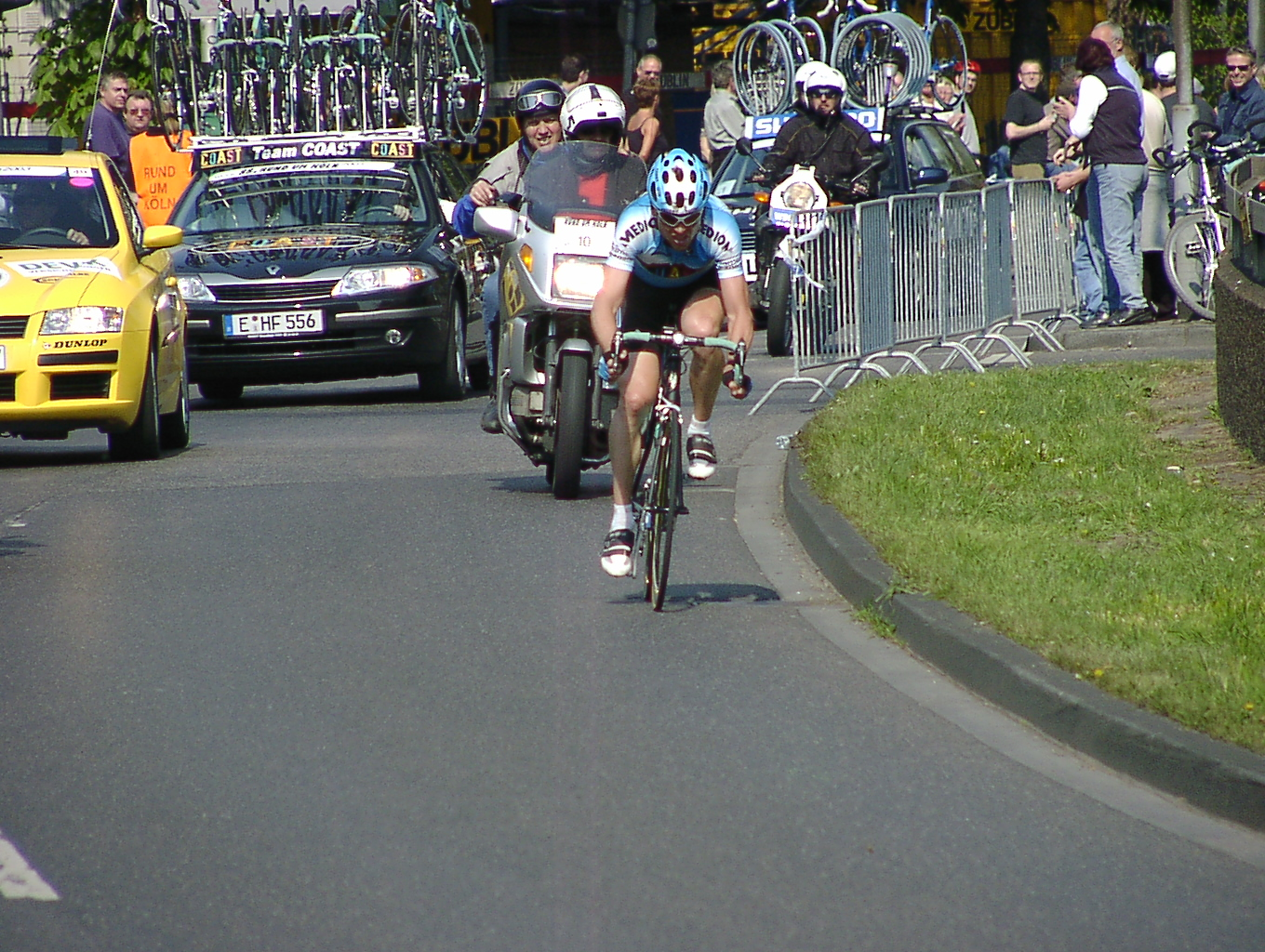
Una immagine della corsa

Il Rund um Köln 2003, ottantottesima edizione della corsa, si svolse il 21 aprile su un percorso di 202 km, con partenza a Leverkusen e arrivo a Colonia. Fu vinto dal tedesco Jan Ullrich del Team Bianchi davanti al connazionale Danilo Hondo e all'austriaco Peter Wrolich.

## Ordine d'arrivo (Top 10)
| Pos. | Corridore         | Squadra                | Tempo    |
| ---- | ----------------- | ---------------------- | -------- |
| 1    | Jan Ullrich       | Team Bianchi           | 4h35'40" |
| 2    | Danilo Hondo      | Team Telekom           | a 1'52"  |
| 3    | Peter Wrolich     | Gerolsteiner           | s.t.     |
| 4    | Bert Scheirlinckx | Flanders-IteamNova.com | s.t.     |
| 5    | Steffen Radochla  | Team Bianchi           | s.t.     |
| 6    | Jörn Reuss        | WINfix-techem          | s.t.     |
| 7    | Enrico Poitschke  | Team Wiesenhof         | s.t.     |
| 8    | Massimo Giunti    | Domina Vacanze-Elitron | s.t.     |
| 9    | Piotr Wadecki     | Quick Step             | s.t.     |
| 10   | Patrik Sinkewitz  | Quick Step             | s.t.     |